# Franska revolutionen (film)
Franska revolutionen (franska: La Révolution française) är en historisk dramafilm i två delar  från 1989. En samproduktion gjord med anledning av 200-årsjubileet av den franska revolutionen. Den första delen, med titeln La Révolution française: les Années lumière (Den franska revolutionen: år av hopp) regisserades av Robert Enrico. Den andra delen, La Révolution française: les Années terribles (Den franska revolutionen: år av raseri) regisserades av Richard T. Heffron. I huvudrollerna ses Klaus Maria Brandauer, Jane Seymour, François Cluzet, Jean-François Balmer, Andrzej Seweryn, Marianne Basler, Peter Ustinov och Sam Neill. 
Filmen utger sig för att berätta en verklighetstrogen och neutral historia om revolutionen, från inkallandet av Frankrikes generalständer fram till Maximilien de Robespierres död fem år senare. Filmen hade en stor budget (300 miljoner franc) samt en ansenlig internationell ensemble.
När Ludvig XVI i maj 1789 inkallade Frankrikes generalständer i ett försök att upplösa nationalförsamlingen släppte han loss en revolution som inte bara kom att förändra hans land, utan också kosta honom livet. Filmen gestaltar en avgörande tid och viktiga händelser i Frankrikes historia.

## Rollista i urval
- Klaus Maria Brandauer – Georges Danton †
- Andrzej Seweryn – Maximilien de Robespierre †
- Jean-François Balmer – kung Ludvig XVI av Frankrike †
- Jane Seymour – drottning Marie-Antoinette †
- Peter Ustinov – greve de Mirabeau
- François Cluzet – Camille Desmoulins †
- Marianne Basler – Antoinette Gabrielle Danton
- Marie Bunel – Lucile Desmoulins †
- Vittorio Mezzogiorno – Jean-Paul Marat †
- Claudia Cardinale – hertiginnan de Polignac
- Sam Neill – Gilbert du Motier, markis av Lafayette
- Christopher Thompson – Louis de Saint-Just †
- Raymond Gérôme – Jacques Necker
- Christopher Lee – Charles Henri Sanson
- Philippine Leroy-Beaulieu – Charlotte Corday †
- Jean-François Stévenin – Louis Legendre
- Marc de Jonge – Antoine Joseph Santerre
- Michel Duchaussoy – Jean Sylvain Bailly †
- Henri Serre – markis av Launay, guvernör vid Bastiljen †
- Richard De Burnchurch – Henry Essex Edgeworth
- Serge Dupire – Billaud-Varenne
- Jean Bouise – Maurice Duplay
- Dominique Pinon – Jean-Baptiste Drouet
- Gabrielle Lazure – prinsessan de Lamballe †
- Jean-Pierre Laurent – François Hanriot †
- Yves-Marie Maurin – hertigen av Liancourt
- Hanns Zischler – Johann Wolfgang von Goethe
- Michel Galabru – kardinal Jean-Sifrein Maury
- Massimo Girotti – Påvens sändebud
- François-Éric Gendron – Bertrand Barère
- Georges Corraface – Jacques René Hébert †
- Edgar Givry – Jean-Baptiste Cléry
- Michel Melki – Jacques-Alexis Thuriot de la Rosière
- Jean-Yves Berteloot – greve Axel von Fersen